# Chasseneuil-du-Poitou

Chasseneuil-du-Poitou este o comună în departamentul Vienne, Franța. În 2009 avea o populație de 4,572 de locuitori.